# Parque Nacional Forillon

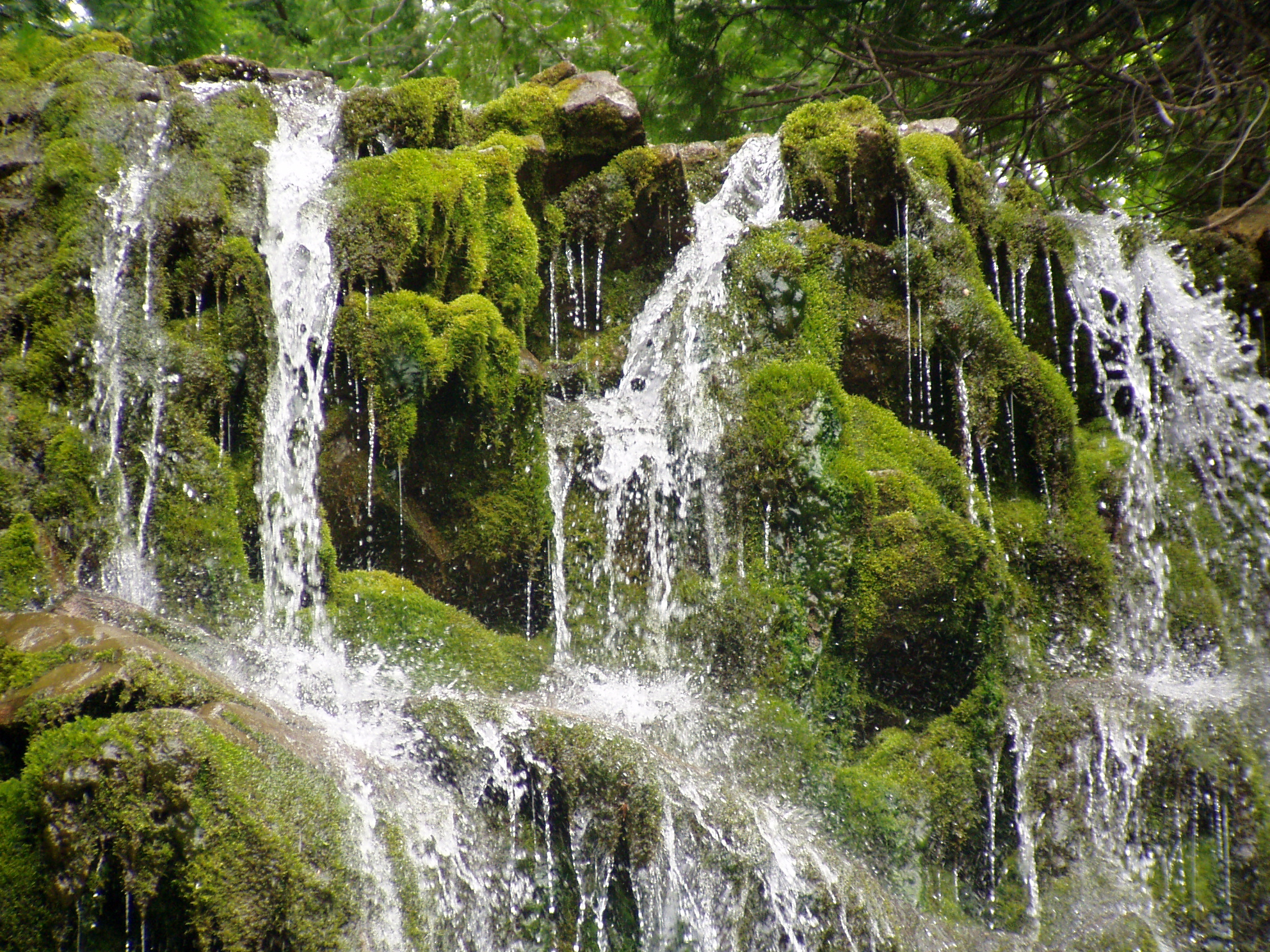
Quedas de água no parque

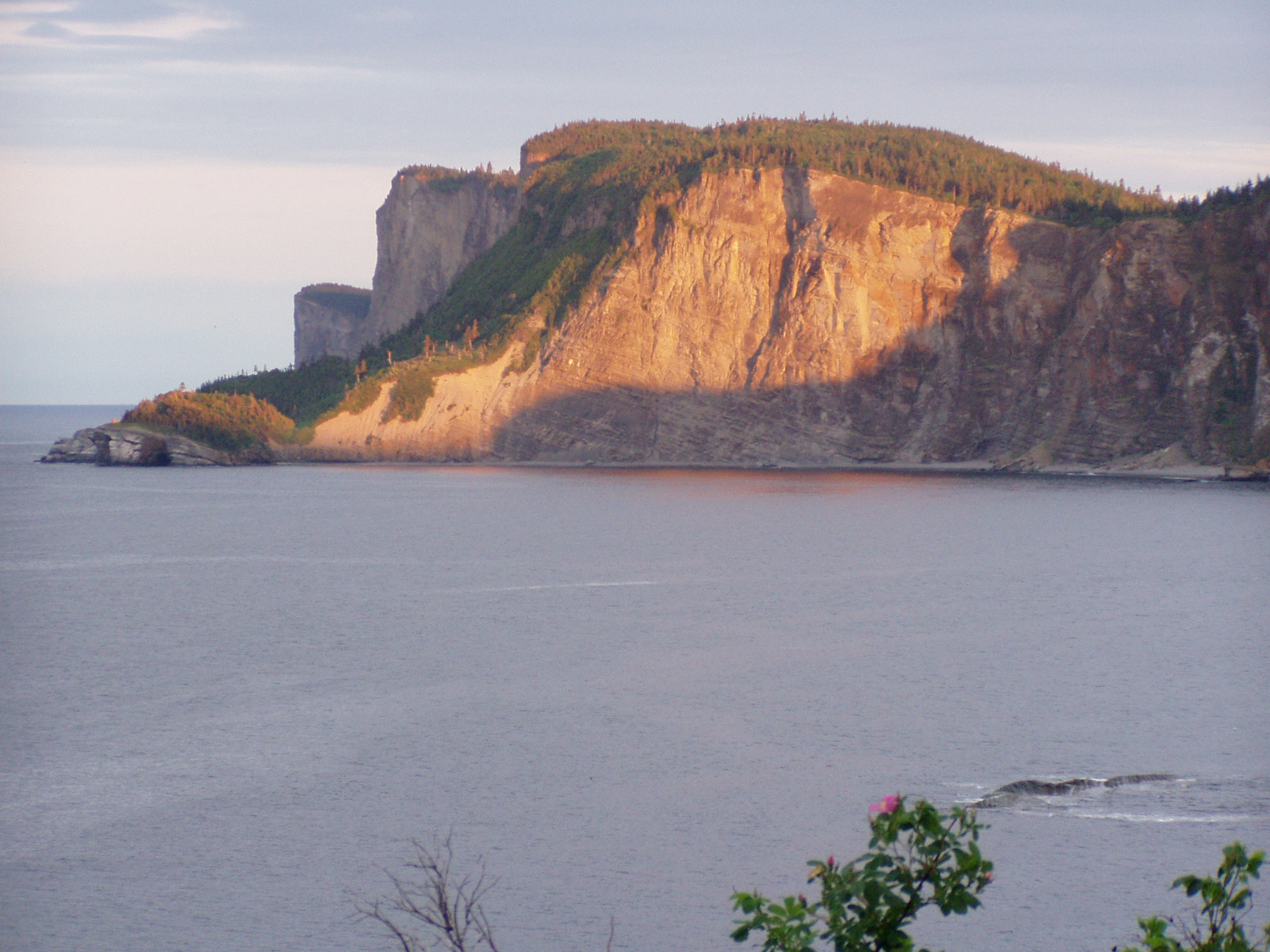
O cabo Bon-Ami, no parque

O Parque Nacional Forillon está localizado na península de Gaspé, província de Quebec, Canadá. Foi fundado em 1970 e cobre uma área de 244 km². No parque encontram-se colônias de pássaros marítimos, baleias, alces, ursos negros, entre outros animais.
O Parque Nacional Forillon protege uma variedade de pequenos ecossistemas variados: pradarias naturais e campos agrícolas, penhascos à beira-mar, rios, lagos, pântanos, a costa em si e florestas. Virtualmente todo o parque é coberto por florestas que abrigam uma combinação peculiar de cerca de 700 tipos de flora local junto com plantas normalmente encontradas em ambientes árticos ou alpinos, como a saxifraga-púrpura, a saxifraga-tufada e a dríade-branca.